# HOME (Mr.Childrenのアルバム)
『HOME』（ホーム）は、日本のバンド・Mr.Childrenの13枚目のオリジナルアルバム。2007年3月14日にトイズファクトリーより発売された。

## 背景とリリース
初回限定盤と通常盤の2形態で発売。初回限定盤にはDVDが付属している。また、アリーナツアー『Mr.Children HOME TOUR 2007』特別先行予約の案内が封入されていた。
前作『I ♥ U』より約1年半ぶりのオリジナルアルバム。当初アルバムタイトルの候補として『HOME MADE』や『HOME GROUND』があったが、イメージを限定させたくないということで『HOME』になった。桜井和寿は「すごく当たり前な、でも、自分の土台になっている日常、日々の仕事や雑事や環境も含めての『HOME』を歌っています」と語っている。キャッチコピーは“僕がいる。ありがとう。”で、コピーライターの前田知巳によるものである。
本作について桜井は「Mr.Childrenとして、どうロックであるべきかとか、どういうふうに他と差別化をしてみせるか、または、Bank Bandと比べてどうかとかっていうのも関係なくやれている。ともかく、『いい音楽を作れている』ことが大切で、メンバー一人一人も、『そのための一部になっている』ことをそれぞれの喜びに感じていると思う。」「誰かにとってこのアルバムの中の曲がいい歌であれば、それでいい」と述べている。また、「ここまで歌が聴こえてくるアルバムは、1～3枚目ぐらいからなかったような気がしていて。〈中略〉僕らがデビュー当時に、まず何をやっていこうかって考えたときに『まず歌を聴いてもらいたい』ってよくインタビューで答えてたと思うんですけど、それが一番ベーシックな、Mr.Childrenの『HOME』のような気がして。」とも語っている。
桜井はこのアルバムに関して、気付けば「自分の家族のことを書いていることも多かった」とコメントしている。
2006年の1月頭に桜井からデモ音源が持ち込まれ、4月に追加で新曲、既に存在していた未発表曲、ベーシックトラックなどの多くの楽曲が持ち込まれたという。2006年の3月下旬には、年初のデモ音源からレコーディングが行われた。
また、2006年頭に桜井によって持ち込まれたデモ音源の中に「HIKARI」という楽曲が収録されており、同年の3月下旬にレコーディングが行われたものの、構成が大きく変わり最終的に2曲に分裂、そのうちの1曲が一時は「箒星」のカップリング曲の候補にも挙がったが、お蔵入りとなった。
アートディレクターは森本千絵。ジャケットや歌詞カードはメンバーのカットを除きハワイで撮影が行われ、登場しているのは全て本物の家族である。
本作の発表と同時に、アリーナツアー『Mr.Children HOME TOUR 2007』の開催も発表され、発売日には8月4日から2001年以来となるスタジアムツアー『Mr.Children HOME TOUR 2007 -in the field-』の開催が発表された。

## チャート成績
オリコンチャートで10thアルバム『IT'S A WONDERFUL WORLD』から4作連続通算10作目の初登場1位を獲得、同時にシングルとアルバムの総売上枚数が5000万枚を突破し、B'zが『B'z The Best "Pleasure"』で達成して以来史上2組目の記録になった。
『Mr.Children 1992-1995』以来約5年8か月ぶり、オリジナルアルバムでは4thアルバム『Atomic Heart』以来約12年半ぶり通算3作目の2週連続1位となり、発売から4週目で累計売上が100万枚を突破。アルバム通算では11作目のミリオンセラーとなり、DREAMS COME TRUEの10作を抜いて歴代単独2位、現役アーティストとしては最多となる6作連続のミリオンセラーを達成した。初週69.3万枚、累計売上は120.7万枚。
6thアルバム『BOLERO』以来10年ぶりに上半期アルバムチャート1位を記録、年間アルバムチャートではデビュー15年にして初めて1位を獲得した。

## 収録内容
| 全作詞・作曲: 桜井和寿、全編曲: 小林武史 & Mr.Children、弦編曲: 小林武史 & 四家卯大、管編曲: 小林武史 & 山本拓夫。 |                           |          |            |      |
| # | タイトル                  | 作詞     | 作曲・編曲 | 時間 |
| 1. | 「叫び 祈り」             | 桜井和寿 | 桜井和寿   | 1:05 |
| 2. | 「Wake me up!」           | 桜井和寿 | 桜井和寿   | 5:52 |
| 3. | 「彩り」                  | 桜井和寿 | 桜井和寿   | 5:25 |
| 4. | 「箒星」                  | 桜井和寿 | 桜井和寿   | 5:12 |
| 5. | 「Another Story」         | 桜井和寿 | 桜井和寿   | 5:19 |
| 6. | 「PIANO MAN」             | 桜井和寿 | 桜井和寿   | 4:45 |
| 7. | 「もっと」                | 桜井和寿 | 桜井和寿   | 4:48 |
| 8. | 「やわらかい風」          | 桜井和寿 | 桜井和寿   | 4:29 |
| 9. | 「フェイク」              | 桜井和寿 | 桜井和寿   | 4:55 |
| 10. | 「ポケット カスタネット」 | 桜井和寿 | 桜井和寿   | 5:51 |
| 11. | 「SUNRISE」               | 桜井和寿 | 桜井和寿   | 6:35 |
| 12. | 「しるし」                | 桜井和寿 | 桜井和寿   | 7:12 |
| 13. | 「通り雨」                | 桜井和寿 | 桜井和寿   | 5:26 |
| 14. | 「あんまり覚えてないや」  | 桜井和寿 | 桜井和寿   | 5:24 |
| 合計時間: | 合計時間:                 | 72:03    |            |      |

| #  | タイトル        | 作詞 | 作曲・編曲 | 監督   |
| -- | --------------- | ---- | ---------- | ------ |
| 1. | 「DOCUMENTARY」 |      |            | 谷聰志 |

## 楽曲解説
1. 叫び 祈り
  - インストゥルメンタルだが、桜井和寿の叫びが収録されている。桜井は「『I ♥ U』は叫びたいような衝動にできるだけ近い言葉を選び出したんだけど、今回は叫びたいんなら叫べばいいんじゃないかと思ったので、ただ叫んでます（笑）」と語っている[18]。
  - 「ポケット カスタネット」と対になってる曲[19]で、「ポケット カスタネット」の間奏を切り取ったような構成になっている[20]。
  - 2024年のツアー『Mr.Children tour 2024 miss you arena tour』でライブ初披露された。
2. Wake me up!
  - 桜井は「『叫び 祈り』がありますけど、この曲がアルバム1曲目みたいな感じになっていて、始まるぞって雰囲気をもってます」と語っている[18]。
  - 一時は「Sunburst」というタイトルの候補もあったが、鈴木英哉の一言で現在のタイトルに行きついたという[11]。
  - Salyuがコーラスで参加している。
3. 彩り
  - オリンパス「デジタル一眼レフカメラ E-410」CMソング[21][22]。
  - 桜井曰く「このアルバムをいちばん象徴している曲」[23]。本アルバムの方向性について、小林武史からの「世界の広いところに目を向けてみてどうか」「たとえばアフリカだったり……」という提案に対し、漠然と「もっと身近なことだったり、逆にもっとぼんやりと、ただ当たり前にあるものをもっと見たい」と思った桜井が、その翌日に書き上げた曲[24]。トイレで思い浮かんだという[25]。田原健一も「このアルバムの最初の道筋をつくってくれた曲」と語る[26]とおり、この曲が出来たのをきっかけに次々と他の曲が生まれた[27]。
  - アレンジは槇原敬之の楽曲をTHE BLUE HEARTSが演奏するイメージだという[28]。
  - 2006年7月に行われた野外音楽イベント『ap bank fes '06』で、当時未発表ながらも初披露され、同パンフレットに歌詞も掲載された。レコーディングでも会場のつま恋で歌うことをイメージしていたという[29]。
  - 後に発売されたベスト・アルバム『Mr.Children 2005-2010 <macro>』にも収録された。
  - ミュージック・ビデオが制作され、先述のベスト・アルバムの初回限定盤に収録されている。監督は森本千絵で、アルバムのジャケットと連動したものになっている[12]。
4. 箒星
  - 28thシングル表題曲。
5. Another Story
  - 前アルバム『I ♥ U』収録曲「靴ひも」に登場するバスとは異なるバスが登場するため、このタイトルになった[30]。
  - 2006年の年頭に桜井がデモを持ち込んだ時点では存在しておらず、レコーディング期間中に桜井が持ち込んだという[11]。
  - 自宅のサウナで思い浮かんだという[31]。
6. PIANO MAN
  - 桜井は「ヒマな時にピアノに向かってたらできた曲なので、仮タイトルもこれにしてたんですけど、こんなにブラスが前面に出た“ブラスマン”になっちゃいました（笑）」[18]「別のタイトルを考えようと思ってたんですけど、浮かばなかった」[32]と語っている。
  - ベーシックトラックを録った時点から歌詞は存在していたという[11]。
  - 37thシングル『himawari』には「Mr.Children Hall Tour 2017 ヒカリノアトリエ」で録音されたライブ音源がカップリングされている。
7. もっと
  - アメリカ同時多発テロ事件がきっかけで制作された曲で、10thアルバム『IT'S A WONDERFUL WORLD』のレコーディング時から存在していたという[32]。
  - 当時から歌詞の入ったベーシックトラックが存在していた[11]。
  - 桜井曰く「（歌詞の）『悲しみの場所』はグラウンドゼロのことだったり、『世界は誰にでも門を開いて』る、でも『請求書と一緒に』というのは資本主義のことだったりとか。だから、あまりにも自分の中でそのイメージが強すぎたので、発表する気にならなかったし、でも今、そういうきっかけで書いたことを忘れて聴くと、あ、すごくいい曲じゃん、って思えた。」とのこと[32]。
8. やわらかい風
  - 元々は「箒星」のカップリング曲候補として制作されていた曲[33]。
  - 曲が出来た時から「やわらかい風が吹いたら」というフレーズがメロディと一緒に浮かんだという[34]。
  - 桜井は「いいメロディをもったとてもカジュアルな曲だと思います」とコメントしている[34]。
  - アルバム発売直後は一切ライブで披露されず、2012年 - 2013年のツアー『Mr.Children［(an imitation) blood orange］Tour』（アリーナ公演のみ）で初披露された。
9. フェイク
  - 30thシングル表題曲。
  - 表記は無いが、シングル音源には収録されていた曲終了後のインストゥルメンタルはカットされている。
  - 後に発売されたベスト・アルバム『Mr.Children 2005-2010 <macro>』『Mr.Children 2003-2015 Thanksgiving 25』にもこのバージョンで収録された。
10. ポケット カスタネット
  - 「叫び 祈り」と対になっている曲で、元々歌詞を乗せないつもりでいたという[20]。
  - 桜井は「もともとはすごくピュアなメロディで、教会の中で子どもたちが歌うような、そういうイメージで書いていて、でもその子どもたちの汚れない想いみたいなのが社会に出て行って、いろんなものに巻き込まれて、スピードにのみ込まれて、でもそれでもそのピュアな想いは流れ続けるみたいなことを、音楽の中でやりたかった曲」と語っており、アレンジの展開によってその時間の流れを表しているとのこと[35]。
  - Salyuがコーラスで参加している。
11. SUNRISE
  - 仮タイトルは「DRIVE」[36]。
  - 前曲同様、「少年から大人になっていく、その必然を歌っているのかもしれない」と桜井は語っている[30]。
  - Salyuがコーラスで参加している。
  - 2014年に開催されたファンクラブ限定ツアー『Mr.Children FATHER & MOTHER 21周年ファンクラブツアー』の直前に行われた「会員が最もライブで聴きたい曲」アンケートでは21位に選ばれた[37]。
  - アルバム発売直後は一切ライブで披露されず、『Mr.Children / Split The Difference』『ap bank fes '11 Fund for Japan』でのみ披露されていた。2019年のドームツアー『Mr.Children Dome Tour 2019 Against All GRAVITY』でツアー初披露された。
12. しるし
  - 29thシングル表題曲。
13. 通り雨
  - 11thアルバム『シフクノオト』のレコーディング時には存在していた曲[38]。
  - 桜井曰く、日常の些細な天気の変化でも気持ちをリセットしたり考え方を変えたり出来るということを伝えたかったとのこと[38]。
  - Salyuがコーラスで参加している。
  - アルバム発売直後は一切ライブで披露されず、『ap bank fes '07』でのみ披露されていた。2016年のホールツアー『Mr.Children Hall Tour 2016 虹』でツアー初披露された。
14. あんまり覚えてないや
  - 桜井が電車の中で思いつき、3番の歌詞が浮かんだ時には涙が止まらなくなったという[20]。鈴木英哉や小林もレコーディング中に泣いてしまったとのこと[20][31]。
  - 「Another Story」と同様、2006年の年頭に桜井がデモを持ち込んだ時点では存在しておらず、レコーディング期間中に桜井が持ち込んだという[11]。

## 初回限定盤付属DVD
DOCUMENTARY
桜井のインタビューを軸に、2006年に行われたthe pillowsとの対バン形式のライブツアー『Mr.Children & the pillows new big bang tour ～This is Hybrid Innocent～』より「ストレンジ カメレオン」「箒星」「フェイク」「しるし」、野外音楽イベント『ap bank fes '06』より「彩り」のライブ映像がそれぞれ一部収録されている。

## 参加ミュージシャン
- Mr.Children
  - 桜井和寿：Vocal, Guitar
  - 田原健一：Guitar
  - 中川敬輔：Bass
  - 鈴木英哉：Drums
- 小林武史：Keyboards
- 吉田誠：Computer Programing
- 安達練：Computer Programing

| Wake me up! - 山本拓夫：Sax - 西村浩二：Trumpet - 菅坂雅彦：Trumpet - 広原正典：Trombone - Salyu：Chorus Another Story - 山本拓夫：Sax PIANO MAN - 山本拓夫：Sax - 西村浩二：Trumpet もっと - 山本拓夫：Flute やわらかい風 - 山本拓夫：Sax - 西村浩二：Trumpet - 四家卯大ストリングス：Strings | ポケット カスタネット - Salyu：Chorus SUNRISE - Salyu：Chorus しるし - 四家卯大ストリングス：Strings 通り雨 - 山本拓夫：Sax - 西村浩二：Trumpet - 菅坂雅彦：Trumpet - 広原正典：Trombone - Salyu：Chorus |

## テレビ出演
『僕らの音楽』では桜井が作詞家の阿木燿子と対談した。
| 番組名                   | 日付          | 放送局     | 演奏曲                                    |
| ------------------------ | ------------- | ---------- | ----------------------------------------- |
| Music Lovers             | 2007年3月11日 | 日本テレビ | Tomorrow never knows しるし フェイク 彩り |
| ミュージックステーション | 2007年3月16日 | テレビ朝日 | 彩り                                      |
| 僕らの音楽               | 2007年3月23日 | フジテレビ | Mirror しるし 彩り                        |
| 春うた2007               | 2007年3月30日 | NHK        | しるし 彩り                               |

## ライブ映像作品
| 曲名                  | 作品名                                                       |
| --------------------- | ------------------------------------------------------------ |
| 叫び 祈り             | miss you LIVE                                                |
| Wake me up!           | Mr.Children HOME TOUR 2007 -in the field-                    |
| 彩り                  | HOME                                                         |
| 彩り                  | Mr.Children HOME TOUR 2007                                   |
| 彩り                  | Mr.Children HOME TOUR 2007 -in the field-                    |
| 彩り                  | ap bank fes '09                                              |
| 彩り                  | Mr.Children DOME TOUR 2009 SUPERMARKET FANTASY IN TOKYO DOME |
| 彩り                  | MR.CHILDREN TOUR POPSAURUS 2012                              |
| 彩り                  | Mr.Children 30th Anniversary Tour 半世紀へのエントランス     |
| 箒星                  | →「 箒星#ライブ映像作品 」を参照                             |
| Another Story         | Mr.Children HOME TOUR 2007                                   |
| PIANO MAN             | Mr.Children HOME TOUR 2007                                   |
| PIANO MAN             | Mr.Children、ヒカリノアトリエで虹の絵を描く                  |
| もっと                | Mr.Children HOME TOUR 2007                                   |
| もっと                | Mr.Children HOME TOUR 2007 -in the field-                    |
| もっと                | ap bank fes '11 Fund for Japan                               |
| やわらかい風          | Mr.Children [(an imitation) blood orange] Tour               |
| フェイク              | →「 フェイク#ライブ映像作品 」を参照                         |
| ポケット カスタネット | Mr.Children HOME TOUR 2007                                   |
| ポケット カスタネット | Mr.Children HOME TOUR 2007 -in the field-                    |
| ポケット カスタネット | Mr.Children Tour 2011 SENSE                                  |
| ポケット カスタネット | Mr.Children DOME & STADIUM TOUR 2017 Thanksgiving 25         |
| SUNRISE               | Mr.Children / Split The Difference                           |
| SUNRISE               | Mr.Children Dome Tour 2019 Against All GRAVITY               |
| しるし                | →「 しるし#ライブ映像作品 」を参照                           |
| あんまり覚えてないや  | Mr.Children HOME TOUR 2007                                   |

## カバー
- 彩り
  - Superfly（2025年6月18日 - 、カバー・アルバム『Amazing』収録。同年4月16日に先行配信された。）[44]。